# Шешир пун чуда
Шешир пун чуда (енгл. Pocketful of Miracles) је америчка филмска комедија из 1961. године, са Бети Дејвис и Гленом Фордом у главним улогама, уједно и последњи филм редитеља Френка Капре.

## Радња
Дејв је моћни њујоршки бизнисмен који свакога дана купује јабуку од Ени, сиромашне уличне продавачице. Дејв је уверен да му Енине јабуке доносе срећу па се временом међу њима развије пријатељство. Једног дана Ени ми повери, забринута и тужна, да има ћерку која живи у Европи и која мисли да је њена мајка угледна аристократкиња. Сада се удаје и жели да допутује у Њујорк и коначно упозна мајку. На наговор своје девојке Квини Мартин, Дејв одлучи да од Ени направи даму.

## Улоге
| Глумац              | Улога             |
| ------------------- | ----------------- |
| Бети Дејвис         | Ени „Јабука“      |
| Глен Форд           | Дејв „Кицош“      |
| Хоуп Ланг           | Квини Мартин      |
| Ен-Маргрет          | Луиз              |
| Артур О'Конел       | гроф Артур Ромеро |
| Томас Мичел         | Хенри Блејк       |
| Мики Шонеси         | Џуниор            |
| Едвард Еверет Хотон | Хаџинс            |

## Продукција и пријем
У ужи избор за улогу Дејва ушли су Френк Синатра, Кирк Даглас, Дин Мартин и Стив Маквин, док су за улогу Ени „Јабуке“ фигурирали Кетрин Хепберн, Ширли Бут, Џин Артур и Хелен Хејз. Форд је желео Дејвисову, како би јој помогао у поновном грађењу пољуљане каријере. Форд није заборавио да је Бети Дејвис 1936. тражила да глуми поред ње у филму Украдени живот, што му је знатно помогло у даљњој каријери. Али, код редитеља је инсистирао да његова девојка, Хоуп Ланг, добије највећу собу и гардеробу на снимању филма. Дејвисова се томе жестоко успротивила, па је Фордов захтев одбачен, што је довело до извесних несугласица на снимању. Због бројних расправа и свађа на снимању, Капра је једва чекао да заврши филм.
Сазнавши за Фордову изјаву да је улогу добила захваљујући његовој интервенцији, Дејвисова је одбрусила: „Ко је тај кучкин син који ми је наводно помогао да се вратим на филмско платно!? То говно ми не би пружило руку ни да сам упала у канализацију!“ Њен хонорар за улогу у филму износио је тада позамашних 100.000 долара (око 800.000 долара 2012. године).
Филм је номинован за три Оскара у техничким категоријама, док је Форд освојио Златни глобус за најбољег главног глумца у комедији. Дејвисова је била номинована за Златни глобус за најбољу главну глумицу.
Мишљења критичара су била подељена. Данас углавном влада мишљење да је то „солидан филм за празнично вече“.